# 四辻公亨
四辻公亨（よつつじ きんあきら、享保13年（1728年）4月11日 - 天明8年（1788年）4月25日）は、江戸時代中期の公卿。初名は四辻実胤。孝明天皇の生母・新待賢門院の外祖父。孝明天皇の外曾祖父。

## 官歴
- 享保12年（1732年）：従五位下
- 元文4年（1739年）：従五位上、侍従
- 寛保2年（1742年）：正五位下
- 寛保3年（1743年）：右少将
- 延享2年（1745年）：従四位下
- 延享4年（1747年）：皇太后宮権亮
- 寛延元年（1748年）：従四位上
- 宝暦元年（1751年）：正四位下
- 宝暦2年（1752年）：左中将
- 宝暦4年（1754年）：参議、従三位
- 宝暦9年（1759年）：正三位、権中納言
- 宝暦10年（1760年）：踏歌節会外弁
- 宝暦12年（1762年）：従二位
- 宝暦13年（1763年）：右衛門督、検非違使別当
- 明和2年（1765年）：正二位
- 明和3年（1766年）：権大納言
- 明和5年（1768年）：大歌所別当

## 系譜
- 父：四辻実長
- 弟：裏松公英（裏松謙光）
- 子：四辻実慎
- 子：四辻公万
- 子：西四辻公碩
- 子：四辻公説
- 娘：四辻千栄子 - 正親町実光室